# Côtes de La Réunion

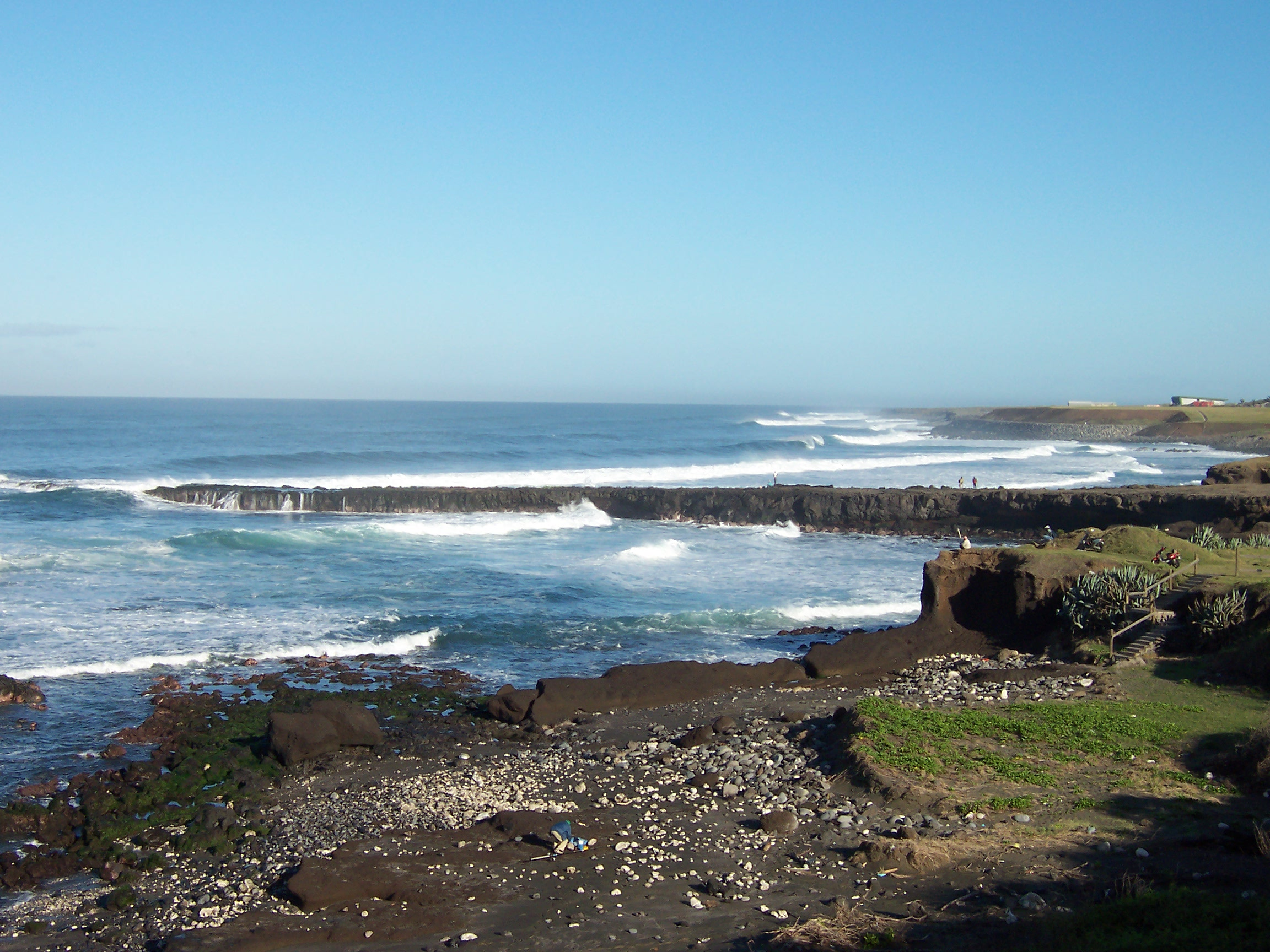
La pointe du Diable à Saint-Pierre de La Réunion.

Les côtes de La Réunion sont les côtes que donnent l'océan Indien au département d'outre-mer français que l'on appelle La Réunion, une île du sud-ouest de l'océan Indien qui est aussi une région ultrapériphérique de l'Union européenne. L'île ayant une origine récente d'un point de vue géologique, elles sont peu découpées, et proposent donc peu de baies, et aucune péninsule. On distingue généralement la Côte-au-vent de la Côte-sous-le-vent.

## Géographie
La Côte-au-vent, face à l'est, reçoit directement les vents dominants venant de l'océan Indien. Le courant marin équatorial sud vient également frapper cette côte, amenant de nombreux débris.

## Histoire
À partir du 29 juillet 2015, des débris d'avion sont découverts sur la plage de Saint-André de la Côte-au-vent ; ils sont suspectés d'appartenir à l'appareil du vol MH370 de la Malaysia Airlines disparu le 8 mars 2014.
La pièce principale, un flaperon, est emportée à Toulouse pour faire l'objet d'analyses approfondies. Au terme d'un premier examen, le gouvernement malaisien confirme que l'aileron haute-vitesse appartient bien au Boeing 777 qui assurait le vol MH 370.
Peu après, le procureur-adjoint de la République Française, Serge Mackowiak est plus prudent précisant qu'il existe de fortes présomptions pour dire que la pièce est bien celle de l'avion disparu, présomptions qui sont à confirmer par des analyses complémentaires.

## Découpage
Le littoral réunionnais n'est pas articulé[Quoi ?]. D'après l'historien local Albert Lougnon, cet état de fait peut expliquer pourquoi les Réunionnais se tournent peu vers la mer. 
Mais Prosper Ève considère quant à lui que cette réticence à se tourner vers l'océan est un legs de l'esclavage à Bourbon : à l'époque où il était pratiqué, l'utilisation des embarcations était strictement réglementée pour éviter leur vol par les esclaves maltraités, qui nourrissaient parfois l'espoir de s'enfuir jusqu'à Madagascar.

## Aménagement
L'aménagement du littoral réunionnais est réglementé par un schéma de mise en valeur de la mer que l'on trouve en annexe du Schéma d'aménagement régional de La Réunion. Il s'oppose traditionnellement à l'aménagement des Hauts, région aux contours flous qui correspond à la partie montagneuse de l'espace insulaire.